# Копьёвский переулок
Копьёвский переулок — улица в центре Москвы в Тверском районе между Большой Дмитровкой и Театральной площадью. Расположен около Большого театра.

## Происхождение названия
Назван (переименован) по церкви Спаса Преображения что на Копье (существовала до 1817 года). Копьё — название местности, которое некоторые исследователи связывают с профессией проживавших здесь мастеров, якобы изготовлявших копья. Но в этом случае район должен был называться Копейщики, но не Копьё. До 1922 года переулок назывался Спасский — по той же церкви. В начале 1960-х годов в его состав был включен Щепкинский проезд, который назывался так в память актера М. С. Щепкина так же, как и улица Щепкина.

## Описание
Копьёвский переулок начинается от Большой Дмитровки, проходит на восток, выходит на Театральную площадь, огибает с севера здание Большого театра и примыкает к Петровке.

## Примечательные здания
По нечётной стороне:
- № 3 — Здание бывшей гостиницы «Русь», построено в 1895 году по проекту архитектора В. П. Загорского. Ныне административно-вспомогательный корпус Большого театра.
- № 5, строение 1 (также улица Петровка, дом 3, строение 1) — дом Хомякова, построен в 1822—1824 гг., предполагаемый архитектор О. И. Бове. Объект культурного наследия федерального значения.

По чётной стороне:
- № 2/4 — Доходный дом графа Ностица (перестроен в 1897—1905 годах архитектором А. Ф. Мейснером). Здесь жил артист балета А. А. Горский (мемориальная доска, 1964, скульптор Н. Е. Саркисов)[1]. Ныне новая сцена Большого театра.